# Rico Rodriguez (Schauspieler)

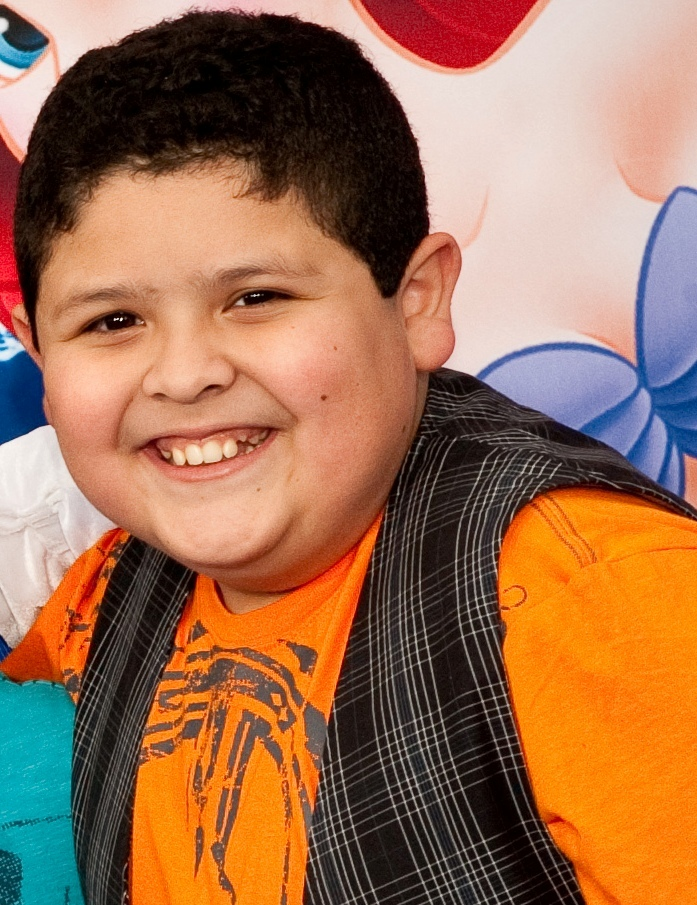
Rico Rodriguez am 10. Juni 2010 bei der Eröffnung einer Attraktion im Disneyland Resort.

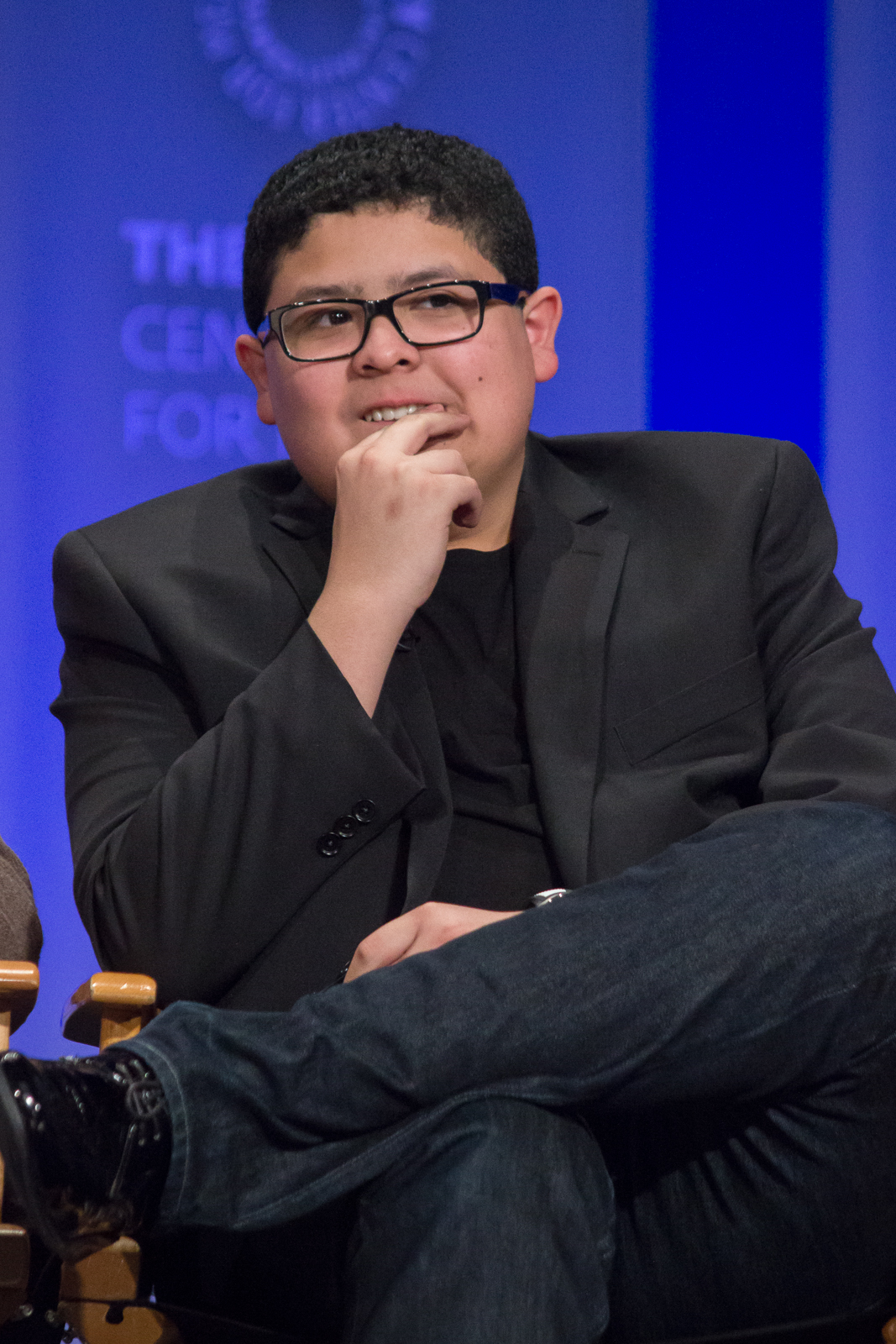
Rico Rodriguez (2015)

Rico Rodriguez (* 31. Juli 1998 in College Station, Texas) ist ein US-amerikanischer Schauspieler und ehemaliger Kinderdarsteller. Er wurde durch seine Rolle als Manny Delgado in der ABC-Sitcom Modern Family bekannt. Außerdem schrieb er ein Buch, welches 2012 veröffentlicht wurde.

## Früheres Leben
Rodriguez wurde in Bryan, Texas, als Sohn von Diane und Roy Rodriguez geboren, der ein Reifengeschäft namens Rodriguez Tire besitzt. Seine Geschwister sind die Brüder Ray und Roy Jr. und Schwester Raini Rodriguez, die Schauspielerin ist. Er ist mexikanischer Abstammung.
Am 12. März 2017 starb Rodriguez’ Vater Roy im Alter von 52 Jahren.

## Karriere
Bis ins Jahr 2006 hatte Rodriguez keine Ambitionen Schauspieler zu werden. Erst durch seine Schwester, die Kinderdarstellerin Raini Rodriguez, kam er mit der Schauspielerei in Kontakt. Seinen ersten Fernsehauftritt hatte er in einem Einspieler der Sendung Jimmy Kimmel Live!. Darauf folgten Episodenrollen in den Serien Einfach Cory, Ehe ist …, Emergency Room – Die Notaufnahme, Nip/Tuck – Schönheit hat ihren Preis, My Name Is Earl und Navy CIS. Mit seiner durchgehenden Rolle in Modern Family erlangte er den Durchbruch, während sich seine Filmauftritte auf kleine Rollen beschränkten. Für seine Arbeit in Modern Family hat er zweimal als Teil des Ensembles einen Screen Actors Guild Award für das beste Schauspielerensemble in einer Comedyserie gewonnen, 2011 und 2012.
2012 hat er ein Buch mit dem Titel Reel Life Lessons...So Far veröffentlicht.

## Filmografie

### Fernsehen
- 2006–2007: Jimmy Kimmel Live! (2 Folgen)
- 2007: Einfach Cory (Cory in the House, 2 Folgen)
- 2007: iCarly (1 Folge)
- 2007: Ehe ist … (’Til Death, 1 Folge)
- 2007: Emergency Room – Die Notaufnahme (ER, 1 Folge)
- 2007: Nip/Tuck – Schönheit hat ihren Preis (Nip/Tuck, 1 Folge)
- 2008: My Name Is Earl (1 Folge)
- 2009: Navy CIS (NCIS, 1 Folge)
- 2011: Meine Schwester Charlie (Good Luck Charlie, 1 Folge)
- 2012: R.L. Stine's The Haunting Hour (1 Folge)
- 2009–2020: Modern Family

### Film
- 2007: Fantastic Movie
- 2008: The No Sit List
- 2009: Opposite Day
- 2011: Die Muppets (The Muppets)